# Morosphaeria
Morosphaeria är ett släkte av svampar. Morosphaeria ingår i familjen Morosphaeriaceae, ordningen Pleosporales, klassen Dothideomycetes, divisionen sporsäcksvampar och riket svampar.
| Morosphaeria | \| \| Morosphaeria velataspora \| \| \| \| \| \| Morosphaeria ramunculicola \| \| \| \| |
|              | \| \| Morosphaeria velataspora \| \| \| \| \| \| Morosphaeria ramunculicola \| \| \| \| |
|              | Morosphaeria velataspora                                                                |
|              |                                                                                         |
|              | Morosphaeria ramunculicola                                                              |
|              |                                                                                         |

|  | Morosphaeria velataspora   |
|  |                            |
|  | Morosphaeria ramunculicola |
|  |                            |